# Southrepps
Southrepps – wieś w Anglii, w hrabstwie Norfolk, w dystrykcie North Norfolk. Leży 28 km na północ od Norwich i 182 km na północny wschód od Londynu. W 2001 miejscowość liczyła 758 mieszkańców.